# 2025年中央广播电视总台春节联欢晚会
2025年中央广播电视总台春节联欢晚会，简称2025年央视春晚，是中央廣播電視總台于2025年1月28日（農曆甲辰年十二月廿九除夕）为庆祝蛇年新年到来而举办的综合性文艺晚会。本届央视春晚是自1983年开办以来的第43届央视春晚，由蕾担任总导演。以“巳巳如意，生生不息”为主题。该春晚共设四个分会场，分别在北京主会场和重庆、湖北武汉、西藏拉萨、江苏无锡四個分会场。

## 前期安排工作
2024年11月29日，春晚标识出炉。总台春晚以“巳巳如意，生生不息”作为标识与主题。
2024年12月2日，春晚吉祥物正式亮相，以青蛇“巳升升”送如意為吉祥物。
2024年12月24日，2025年春节联欢晚会公布四个分会场，包括重庆、湖北武汉、西藏拉萨、江苏无锡。
2025年1月9日，春晚与哔哩哔哩宣布合作，成为独家弹幕视频平台。
2025年1月13日，春晚与小红书宣布合作，这是小红书继2024年第二次成为独家网络互动平台。
2025年1月19日，2025年春晚举行发布会，公布主持人阵容和舞美设计，并介绍节目和技术创新亮点。

### 彩排
2025年1月5日，春晚举行首次彩排。
2025年1月10日，春晚举行第二次彩排。
2025年1月17日，春晚举行第三次彩排。
2025年1月22日，春晚举行第四次彩排。
2025年1月26日，春晚完成第五次也是播出前最后一次彩排。

## 播出平台

### 中国大陆
中央广播电视总台于1月28日晚8点通过央视综合频道、综艺频道、中文国际频道、国防军事频道、少儿频道、音乐频道、农业农村频道、4K超高清频道、8K超高清频道等电视频道，中国之声、音乐之声、经典音乐广播、文艺之声、粤港澳大湾区之声、台海之声、华语环球广播、南海之声、中国交通广播等广播频率，央视新闻客户端、央视频、云听、央视网、央广网、国际在线等新媒体平台，以及哔哩哔哩、爱奇艺、腾讯视频（包含微信视频号）、抖音等第三方平台同步直播春晚。

### 中国大陆以外地区
而在港澳地区则通过TVB Plus、NowJelli紫金國際台、港台電視33与澳視澳門台在电视平台播出。网络端则通过HOYTV网络平台、亚洲电视OTT平台、大公文汇网、香港商报网、橙新闻、点新闻播出。而马来西亚则通过八度空间电视频道延时转播(11p.m.-收台)
。CCTV春晚的YouTube官方频道进行了直播并在大年初一上传分段版本(分别为四段, 每段约1小时)(录制央视综合频道在大年初一08:30-12:00,12:30-2:00左右的重播版本)。

### 重播
- 加拿大

城市電視：1月28日 20:30（延时播出）。
- 马来西亚八度空間：1月29日：07:00-10:00（录制中央电视台中文国际频道版本)

## 节目单
- 总导演：蕾
- 副总导演：赵大治、杨觐梦
- 主持人：
  - 北京主会场主持人：任鲁豫、尼格买提、撒贝宁、龙洋、马凡舒（北京中央广播电视总台总部大楼一号演播大厅主会场）
  - 重庆分会场主持人：张韬、何苗苗（重庆广播电视总台）
  - 湖北武汉分会场主持人：杨帆、陈超（湖北广播电视台）
  - 西藏拉萨分会场主持人：朱迅、斯塔罗布（拉萨市融媒体中心）
  - 江苏无锡分会场主持人：王音棋、李好（江苏省广播电视总台）[23]

| 序号                              | 類型                           | 节目                           | 表演者 |
| --------------------------------- | ------------------------------ | ------------------------------ | --- |
| 0                                 | 广告                           | 八点报时                       | 由洋河·梦之蓝独家报时(我们的梦，时代的梦) |
| 1                                 | 开场视觉秀                     | 《迎福》                       | 表演：杨建军、李子柒、蒋敦豪、鹭卓、李耕耘、此沙、李昊、赵一博、卓沅、赵小童、何浩楠、陈少熙、王一珩、孙思程、郭遇安 |
| 2                                 | 开场表演                       | 《如意舞步》                   | 表演：苏有朋、陈伟霆、张艺兴等 |
| 3                                 | 歌曲                           | 《登高》                       | 演唱：王铮亮、陈楚生、苏醒、张远、陆虎、王栎鑫 特邀嘉宾：梁家辉、王宝强、黄轩、吕艳婷、谭笑、阿如那 舞狮：林熙悦 |
| 4                                 | 中国传统建筑创演秀             | 《栋梁》                       | 演唱：凤凰传奇 |
| 5                                 | 小品                           | 《借伞》                       | 表演：闫佩伦、阎鹤祥、张小婉、管乐、郭霄、李晨、谭清怡、苏美琪、周星雨、唐纬、陈丽君、宋蔚林、赵袁晨、杨鑫灵、何青青、王金洪；特邀嘉宾：赵雅芝、叶童                                                                         |
| 6                                 | 歌曲                           | 《岁月里的花》                 | 演唱：莫文蔚、毛不易 |
| 重庆分会场                        |                                |                                | |
| 7                                 | 歌曲                           | 《庆·新春》                    | 演唱：蒋勤勤、田亮、迪玛希（哈萨克斯坦）、尤长靖（马来西亚）、关晓彤、周也、希林娜依·高、时代少年团 |
| 北京主会场                        |                                |                                | |
| 8                                 | 创意融合舞蹈                   | 《秧BOT》                      | 表演：杭州宇树科技、新疆艺术学院 |
| 9                                 | 相声                           | 《我们一起说相声》             | 表演：岳云鹏、孙越 |
| 10                                | 歌曲                           | 《玉盘》                       | 合唱：四川大凉山妞妞合唱团、中央广播电视总台银河少年电视艺术团 |
| 11                                | 歌曲                           | 《假如》                       | 演唱：闫妮、殷桃、宋佳、蒋欣、黃妍 |
| 12                                | 喜剧歌曲                       | 《妥妥的》                     | 表演：金志文、沙溢、李雪琴、乔杉、蓝盈莹、万妮达、孟佳、曾比特、海来阿木、颜人中、弦子、胡夏、刘学义、黄子弘凡、张维伊、左凌峰、刘同、程响、吴莫愁、李斯丹妮、任敏、符龙飞、王琳凯、焦迈奇等                                 |
| 13                                | 舞蹈                           | 《喜上枝头》                   | 领舞：华宵一；表演：北京舞蹈学院 |
| 西藏拉萨分会场                    |                                |                                | |
| 14                                | 歌曲                           | 《格桑花开》                   | 演唱：才旦卓玛、刘涛、扎西平措、次仁拉姆、侯明昊、白玛措姆、王星越 |
| 北京主会场                        |                                |                                | |
| 15                                | 魔术                           | 《画蛇添福》                   | 表演：刘谦 |
| 16                                | 武术                           | 《笔走龙蛇》                   | 表演：甄子丹、戴丹丹、钱康、纪豪、杨瑾、陈天瑞、河南少林塔沟武校 |
| 17                                | 歌曲                           | 《世界赠予我的》               | 演唱：王菲 |
| 18                                | 歌曲                           | 《一起China Fun》              | 演唱：李宇春、易烊千玺 |
| 19                                | 小品                           | 《花架子》                     | 表演：王宏坤、尚大庆、张海、李川、孙仲秋 |
| 20                                | 公益广告一《奶奶的日历》       | 公益广告一《奶奶的日历》       | 公益广告一《奶奶的日历》 |
| 21                                | 歌曲                           | 《住在心里的人》               | 演唱：梁静茹 |
| 22                                | 歌曲                           | 《我的家》                     | 表演：全国林草基层工作者代表 |
| 23                                | 对口白话                       | 《“骗”“假”不留》               | 表演：徐浩伦、谭湘文 |
| 24                                | 歌曲                           | 《孤勇者》                     | 演唱：陈奕迅、曹缘、刘宇坤、邹敬园、张雨霏、辜海燕、冯雨、李雯雯、王昶、伍鹏、邓雅文 |
| 江苏无锡分会场                    |                                |                                | |
| 25                                | 歌曲                           | 《无锡景·家国情》              | 演奏：吕思清、于红梅、赵聪；演唱：高博文、陆锦花；舞蹈：唐诗逸、李祎然、杨峥、陈炳睿；表演：王劲松、刘钧、吴樾、赵正阳、倪妮、李龙君、韩沐伯、张彬彬、张晚意、李君婕、白宇帆、周梦、林允、姚文旭、魏如光、强国铭、胡可女、庞聪 |
| 北京主会场                        |                                |                                | |
| 26                                | 戏曲                           | 《声动梨园》                   | 表演：吴心怡、林为林、唐恺、楼胜、王惠、曹威治、蔡波、侯宇、迟小秋、冯冠博、蓝天、裘识、孟广禄、王艳、路洁、杨鹏程 (按节目出场顺序)                                                                                          |
| 27                                | 小品                           | 《金龟婿》                     | 表演：沈腾、马丽、孙千、宋阳 |
| 28                                | 歌曲                           | 《我可以》                     | 表演：萧敬腾、王一博 |
| 29                                | 现代芭蕾                       | 《伊人》                       | 领舞：谭元元；表演：广州芭蕾舞剧院、广州大学附属艺术学校 |
| 30                                | 劲曲创编                       | 《湾区乐好》                   | 演唱：汪明荃、陈小春、张智霖、薛凯琪、周柏豪、刘惜君、钟楚曦 |
| 湖北武汉分会场                    |                                |                                | |
| 31                                | 歌曲                           | 《星汉耀江城》                 | 表演：徐帆、陳柏宇、辛柏青、朱一龙、李现、张子枫、杨恩又 |
| 北京主会场                        |                                |                                | |
| 32                                | 小品                           | 《点点关注》                   | 表演：艾伦、姚尧、李源澈 |
| 33                                | 歌曲                           | 《春意红包》                   | 演唱：毛晓彤、金晨、白鹿、程潇、姚晓棠、宋雨琦 |
| 34                                | 歌曲                           | 《方的言》                     | 演唱：薛之谦 |
| 35                                | 公益广告二《年夜饭》           | 公益广告二《年夜饭》           | 公益广告二《年夜饭》 |
| 36                                | 歌舞                           | 《潮起舞英歌》                 | 演唱：谭维维 |
| 37                                | 歌曲                           | 《Counting Stars》             | 演唱：One Republic乐队（美国） |
| 38                                | 歌曲                           | 《斗柄指东天下春》             | 演唱：朱亚文、白宇、刘宇宁、蒋奇明、许凯、丁禹兮、王安宇 |
| 39                                | 公益广告三《我们一起回家过年》 | 公益广告三《我们一起回家过年》 | 公益广告三《我们一起回家过年》 |
| 40                                | 军歌                           | 《青春奔赴》                   | 表演：中国人民解放军文化艺术中心文艺轻骑队、北京卫戍区某团 |
| 41                                | 歌曲                           | 《伟业》                       | 演唱：各行各业劳动者代表 |
| 42                                | 歌曲                           | 《如意》                       | 演唱：杨宗纬、容祖儿、罗嘉豪、郁可唯 |
| 零點鐘聲 （由洋河梦之蓝独家报时） |                                |                                | |
| 43                                | 歌曲                           | 《过年好》                     | 演唱：姜妍、马思纯、张含韵、汪苏泷、张新成、吴磊 |
| 44                                | 歌曲                           | 《山鹰和兰花花》               | 演唱：胡安·迭戈·弗洛雷兹（秘鲁）、周深 |
| 45                                | 小品                           | 《小明一家》                   | 表演：刘旸、松天硕、宇文秋实 |
| 46                                | 舞蹈                           | 《幽兰》                       | 领舞：朱洁静、孙靖雯 |
| 47                                | 相声                           | 《没那么简单》                 | 表演：金霏、陈曦、盛伟、董建春、李丁 |
| 48                                | 舞蹈                           | 《太平有象》                   | 领舞：袁志平；表演：云南省歌舞剧院 |
| 49                                | 歌曲                           | 《难忘今宵》                   | 手语表演：中国残疾人艺术团；合唱：上海彩虹室内合唱团 |

## 衍生节目
本届春晚的有三档衍生节目。《2025 春晚等着你》于1月28日12:00-20:00在央视综艺频道、音乐频道、农业农村频道、央广文艺之声、央视网、央视频等平台播出。《2025 喜乐安宁中国年》於1月28日上午至次日凌晨在央视综合频道、央视新闻频道、央视新闻客户端播出。《大家的春晚》於1月28日18:39至次日凌晨在总台春晚的小红书账号独家播出。节目邀请参演嘉宾进行聊天、文艺表演、后台探班、互动游戏、现场连线等。

## 花絮
在本届春晚中，主持人撒贝宁因眉毛太粗被网民引用蜡笔小新调侃称“蜡笔小撒”。在春晚结束后，总导演于蕾表示对此问题“不太清楚”。事后，撒贝宁直播卸妆，期间将直播卸妆搓掉，但仍被网民调侃为“蜡笔小撒”。
小品《借伞》引用了《白蛇传》中“断桥借伞”的经典桥段，并搭配京剧、粤剧、川剧、越剧四个剧种达到喜剧效果，节目的最后还邀请1992年电视剧《新白娘子传奇》主演赵雅芝和叶童同台合唱《青城山下白素贞》。节目中的伞由西湖绸伞技艺国家级代表性传承人宋志明手作。该小品播出后，杭州西湖断桥出现大量游客到访。
小品《花架子》反映了层层加码、只对上负责不对下负责、不顾实际造盆景、做表面文章等形式主义现象，受到观众的关注与讨论。
在歌曲部分，考虑到过去的2024年为巴黎奥运会举办年，为此春晚剧组邀请到巴黎奥运会中国运动员代表，与陈奕迅共同演唱《孤勇者》，除歌声外还出现了赛场音效。粤语歌曲串烧《湾区乐好》由汪明荃、陈小春、张智霖、薛凯琪、周柏豪、刘惜君、钟楚曦等来自粤港澳大湾区的艺人共同演唱，包括《海阔天空》《万水千山总是情》等。《春意红包》来源于2017年哔哩哔哩拜年纪的歌曲，由UP主创作并演唱，在本届春晚上进行了改编，融入现代歌舞与非遗元素。
歌舞节目《潮起舞英歌》中，邀请到普宁南山英歌队和普宁富美青年英歌队表演。创意融合舞蹈《秧BOT》由张艺谋执导，表演所用机器人为杭州宇树科技于2023年8月推出的Unitree H1，在登上春晚舞台前已进行了三个月的训练。
本届春晚邀请到不同领域的人士参与录制并报幕，包括“外卖诗人”王计兵、“种花爷爷”朱忠德（场外报幕）、“绿皮慢火车列车长”胡贵川、“麦子阿姨”秦士芳。另外捐献二战相册的美籍人士埃文·凯尔亦参与到报幕。
而本届春晚结束曲《难忘今宵》由中国残疾人艺术团与上海彩虹室内合唱团演唱，是继2023年、2024年后，李谷一连续三年缺席。李谷一早前表示因身体欠佳，无法再次出席春晚录制。
另外，本届春晚不再对来自香港、澳门、台湾的参演艺人标注“中国香港”、“中国澳门”、“中国台湾”。对此中共中央台湾工作办公室发言人朱凤莲表示，“海峡两岸和港澳地区的演艺人员不分彼此、欢聚一堂，参与各类春节联欢活动，符合也体现了家国团圆的民族情感”。

## 反响
根据官方发布的数据，本届春晚新媒体端直点播收视次数28.17亿次，较2024年同比增长6.9亿次；“竖屏看春晚”直播播放量4.96亿次，较2024年同时段提升18.09%；直播用户人数达2.86亿人，较2024年同时段提升14.4%。CGTN五频道和82种语言对外新媒体、海外2900多家媒体对春晚进行同步直播和报道，总阅读量15.9亿次，海外视频观看量5.2亿次。日本Niconico实时在线看人数超10.1万。全球共有3508块公共大屏宣介或直播本届春晚，较2024年增加223块，覆盖国家和城市数量较2024年分别增长77.55%和51%。
本届春晚结束后，四大分会场举办城市重庆、武汉、拉萨和无锡带动旅游热潮，相关数据显示四地热度均上涨超50%。

## 花絮

### 台下观众“砸场”
在相声《我们一起说相声》中，岳云鹏和台下一名观众互动，这名观众对岳云鹏说道“建议岳云鹏别上春晚”。

## 相关节目
- 国家宝藏
- 非常6+1
- 我的艺术清单
- 我爱满堂彩
- 开门大吉
- 舞蹈世界
- 开门迎春晚

## 註解
1. ↑  「巳」，拼音：，注音：
2. ↑  演唱曲目包括Beyond的《海阔天空》、林子祥的《男儿当自强》、李克勤的《红日》、汪明荃的《万水千山总是情》、许冠杰的《沧海一声笑》以及原创歌曲《湾区之约》